# Rainer Zoll
Rainer Zoll (* 23. Mai 1934 in Alsfeld; † 2. Mai 2010 in Bremen) war ein deutscher Soziologe mit dem Schwerpunkt Gewerkschaftssoziologie.

## Leben
Als Sohn des Musikpädagogen Paul Zoll studierte Zoll Soziologie, Philosophie und Literaturwissenschaften unter anderem bei Adorno und Horkheimer. Während seiner Studienzeit war er Auslandsreferent des Sozialistischen Deutschen Studentenbundes (SDS). Er war freier Journalist, Übersetzer und bis 1974 Pressesprecher der IG Metall. 1974 wurde er Professor für Theorie und Geschichte der Gewerkschaften an der Universität Bremen.

## Veröffentlichungen
- Der Doppelcharakter der Gewerkschaften. Zur Aktualität der Marxschen Gewerkschaftstheorie. Suhrkamp, Frankfurt, 1976, ISBN 3-518-10816-6
- Partizipation oder Delegation, Europ. Verlag.-Anstalt, 1981, ISBN 3-434-00438-6
- Arbeiterbewußtsein in der Wirtschaftskrise. Erster Bericht: Krisenbetroffenheit und Krisenwahrnehmung, von Rainer. Zoll (Herausgeber) Bund-Verlag, 1981, ISBN 3-7663-0499-2
- Hauptsache, ich habe meine Arbeit. Suhrkamp, 1984, ISBN 3-518-11228-7
- Die Arbeitslosen, die könnt' ich alle erschießen. Arbeiter in der Wirtschaftskrise, von Henri Bents (Autor), Hans-Hermann Braune (Autor), Birgit Geissler (Autor), Rainer Zoll (Herausgeber), Bund-Verlag, 1984, ISBN 3-7663-0848-3
- Zerstörung und Wiederaneignung von Zeit. von Rainer Zoll (Herausgeber) Suhrkamp, Frankfurt, 1988, ISBN 3-518-11411-5
- „Nicht so wie unsere Eltern.“. Ein neues kulturelles Modell?, von Henri Bents (Autor), Heinz Brauer (Autor), Rainer Zoll (Autor), Verlag für Sozialwissenschaften, Opladen, 1989, ISBN 3-531-12049-2
- Ein neues kulturelles Modell? Verlag für Sozialwissenschaften, Opladen, 1992, ISBN 3-531-12419-6
- Nouvel individualisme et solidarité quotidienne, Paris, Kimé, 1992.
- Alltagssolidarität und Individualismus. Zum soziokulturellen Wandel. Suhrkamp, Frankfurt, 1993, ISBN 3-518-11776-9
- Gewerkschaften und Beteiligung. Eine Zwischenbilanz. von Hinrich Oetjen (Herausgeber), Rainer Zoll (Herausgeber), Westfaelisches Dampfboot; Auflage: 2. Auflage 1994, ISBN 3-929586-39-8
- Gewerkschaften der Zukunft - effiziente Organisation, überzeugendes Selbstverständnis, selbstbewusste Politik. 5. Gewerkschafts- und gesellschaftspolitisches Forum der IG Metall 99, von Hilde Utzmann (Autor), Bodo Zeuner (Autor), Rainer Zoll (Autor), ISBN 3-7663-2992-8
- Ostdeutsche Biographien. Lebenswelt im Umbruch. Herausgegeben von Rainer Zoll unter Mitarbeit von Thomas Rausch. Frankfurt, 1999, ISBN 978-3-518-12078-1
- Was ist Solidarität heute? Suhrkamp, Frankfurt, 2. Auflage, November 2000, ISBN 3-518-12164-2
- Ulrich Mückenberger / Eberhardt Schmidt / Rainer Zoll (Herausgeber): Die Modernisierung der Gewerkschaften in Europa.  Westfälisches Dampfboot, Münster 2002, ISBN 3-929586-67-3